# Wolfgang Zinggl
Wolfgang Zinggl (* 12. Dezember 1954 in Wien) ist ein österreichischer Kulturwissenschaftler, Künstler, Politiker (JETZT, zuvor Liste Pilz bzw. Die Grünen). Von Juli 2004 bis Oktober 2019 war er Abgeordneter zum Nationalrat und ab dem 1. Juni 2018 geschäftsführender Klubobmann von JETZT im Nationalrat.

## Leben

### Schulbildung und Studium
Wolfgang Zinggl besuchte zwischen 1961 und 1965 eine Volksschule in Wien sowie die Primary school St. Paul (USA). 1965 bis 1974 folgte der Besuch des Bundesgymnasiums Wien 9 und die Ausbildung am TGM. Nach dem Maturaabschluss im Jahre 1974 begann Zinggl sein Studium an der Universität für angewandte Kunst Wien, das er 1979 mit dem Titel Mag. art. abschloss. Zwischen 1982 und 1988 verfolgte Zinggl im Anschluss sein Studium der Psychologie und Ethnologie an der Universität Wien, das er mit dem Erwerb des Titels Dr. phil. beendete.

### Künstlerische und wissenschaftliche Karriere

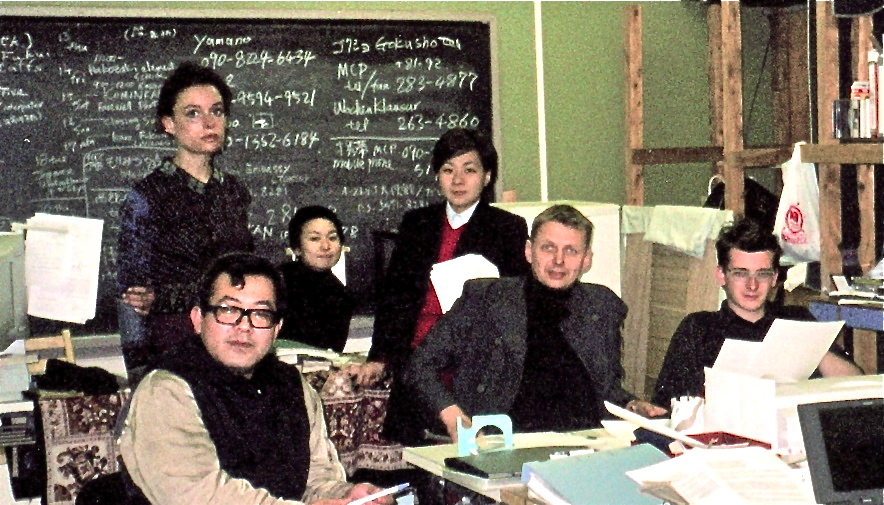
Gruppenfoto der Kunstgruppe WochenKlausur

Nach seinem Studium arbeitete Zinggl ab 1979 zunächst als freischaffender Künstler. Ab 1989 war er zudem Kunstkritiker bei der Zeitschrift Falter (bis 1995). Zudem nahm er zwischen 1989 und 2003 Lehraufträge an verschiedenen Universitäten wahr und gründete 1993 die handlungsorientierte Kunstgruppe WochenKlausur.
Nach seiner Gastprofessor an der Hochschule für angewandte Kunst (1995–1996) wurde Zinggl zwischen 1997 und 2000 Bundeskurator für bildende Kunst und leitete von 1997 bis 2004 das Depot – Kunst und Diskussion.

### Politische Karriere
Seine politische Karriere begann Zinggl zwischen 2001 und 2004 als ORF-Stiftungsrat für die Grünen. 2004 wurde Zinggl Abgeordneter zum Nationalrat, nachdem Kurt Grünewald das freigewordene Mandat von Eva Lichtenberger im Landeswahlkreis 7 (Tirol) erhalten hatte und Wolfgang Zinggl das dadurch freigewordene Mandat der Bundesparteiliste erhielt. Zinggl war Kultursprecher und Minderheitensprecher der Grünen. Im Nationalratswahlkampf 2005 führte Zinggl einen Persönlichkeitswahlkampf um das Grundmandat im Wiener Wahlkreis Innen-West, das er jedoch verfehlte. Zinggl konnte jedoch nach Auszählung der Wahlkartenstimmen auf dem 21. Mandat der Grünen noch in den Nationalrat einziehen.
Am 28. Juli 2017 wurde sein Wechsel zur Liste Peter Pilz bekanntgegeben. Nachdem die Liste Pilz bei der Nationalratswahl in Österreich 2017 den Einzug in den Nationalrat geschafft hatte, wurde Zinggl mit 9. November 2017 Abgeordneter der Liste Pilz, als Bereichssprecher zuständig für Kultur. Nach dem Rücktritt von Peter Kolba wurde Zinggl am 1. Juni 2018, gemeinsam mit Bruno Rossmann als geschäftsführender Klubobmann der Liste Pilz im Nationalrat bestimmt. Die Partei um Peter Pilz wurde im Dezember 2018 in Jetzt – Liste Pilz umbenannt, Zinggl und Rossmann blieben Klubobleute. Nach der Nationalratswahl am 29. September 2019 war die Partei jedoch nicht mehr im Nationalrat vertreten und der Parlamentsklub wurde aufgelöst.